# پیندار

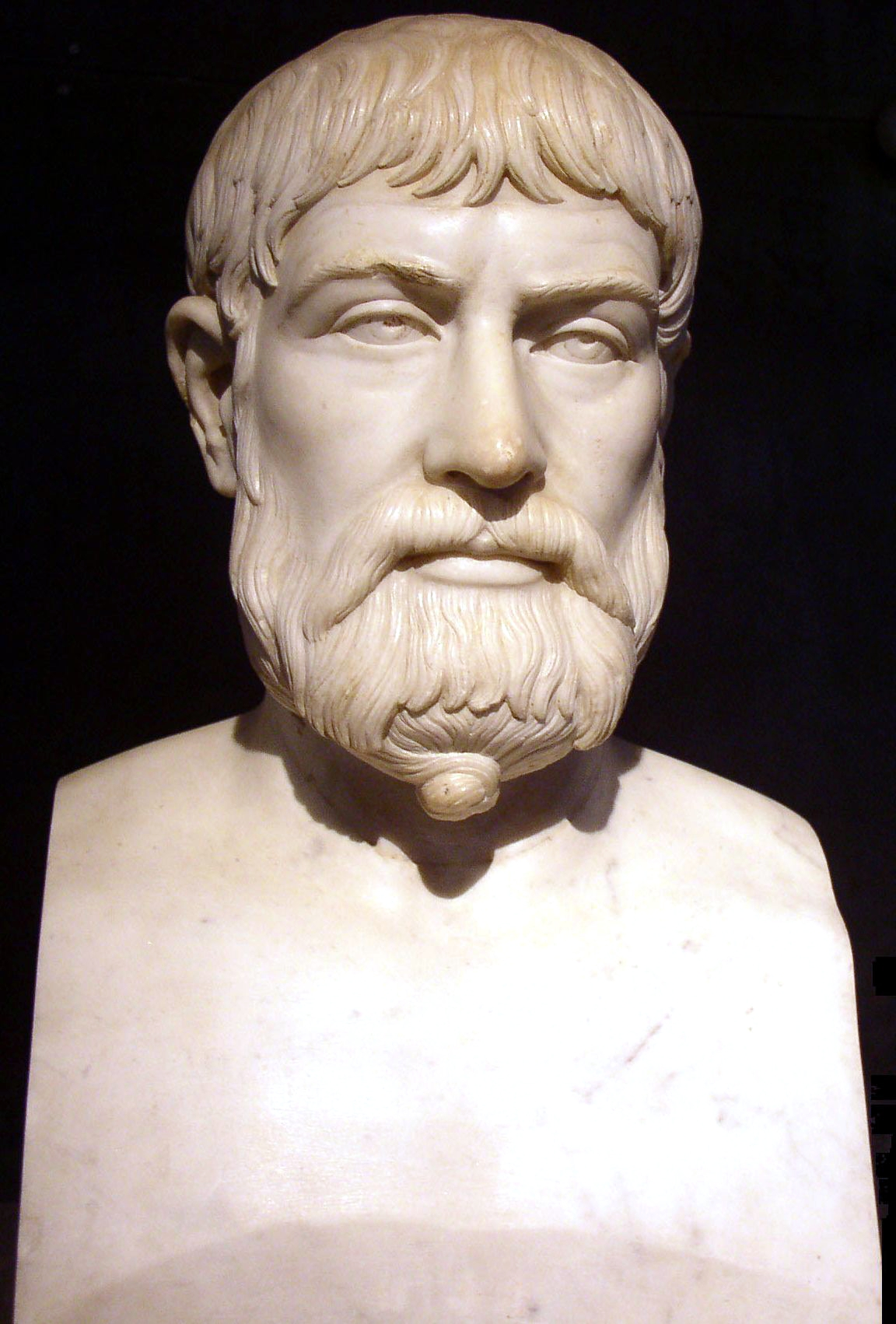
کپی رومی از تندیس سده پنجم پیش از میلاد یونانی از پیندار. موزه ملی باستان‌شناسی ناپل.

پیندار یا پندار (به یونانی باستان: Πίνδαρος)، (زاده حدود ۵۵۲ قبل از میلاد در تبس؛ درگذشت حدود ۴۴۳ قبل از میلاد) که گاهی پنداروس یا پینداروس (píndaros) و در لاتین پینداریوس Pindarus) خوانده شده، شاعر و سخنور برجسته یونان باستان بود.
در میان نُه نفر شاعران شناخته شدهٔ غرب در دنیای باستان، اشعار و منظومه‌های پندار بیش از دیگر شاعران یونان باستان، باقی‌مانده و حفظ شده است.
کوئنتیلی، ادیب و فیلسوف رومی درباره او نوشته است:
 در میان نه شاعر دنیای باستان، پندار بزرگترین آنها به شمار می‌رود و این بزرگی، و همینطور شکوه و عظمت شعر او از اندیشه‌های زیبا و سرزندگی کلام او و نیز از غنای زبان و فصاحت کلام او سرچشمه می‌گیرد. ویژگی‌هایی که نظیر آنها را در مورد دیگرانی چون هوراس نیز سراغ نداریم و از این جهت پندار بی نظیر است
برخی از پژوهشگران با توجه به مواردی همچون نام او که یک نام ایرانی (به معنای اندیشه) به نظر می‌رسد و همچنین با توجه به این که تمامی اشعار او بر خلاف دیگر شاعران یونانی معاصرش و همچون اشعار شاعران ایرانی از قافیه و ردیف برخوردار بوده و همچون مضامین رایج در شعر ایرانی حاوی مضامین ظریف و لطیف عاشقانه می‌باشد؛ حکیم و شاعری ایرانی یا ایرانی‌تبار دانسته و وی را حکیم پندار خوانده‌اند.